# Peter Tork
Peter Tork, egentligen Peter Halsten Thorkelson, född 13 februari 1942 i Washington D.C., död 21 februari 2019 i Mansfield, Connecticut, var en amerikansk sångare, gitarrist, pianist och skådespelare. Han är mest känd för att vara en av de fyra medlemmarna i popgruppen The Monkees 1966–1968 och ibland vid senare återföreningar av gruppen.

## Diskografi
Soloalbum
- 1994 – Stranger Things Have Happened

Album tillsammans med James Lee Stanley
- 1996 – Two Man Band
- 2001 – Once Again
- 2006 – Live - Backstage at the Coffee Gallery

Album med Shoe Suede Blues
- 2000 – Live in L.A.
- 2003 – Saved by the Blues
- 2007 – Cambria Hotel
- 2013 – Step by Step

Annat
- 1986 – 20th Anniversary Tour 1986 (Davy Jones / Micky Dolenz / Peter Tork)
- 2003 – A Beachwood Christmas (Tom Paxton, Pamala Stanley, Peter Tork & James Lee Stanley)